# Deudorix odana
Deudorix odana är en fjärilsart som beskrevs av Druce 1887. Deudorix odana ingår i släktet Deudorix och familjen juvelvingar. Inga underarter finns listade i Catalogue of Life.